# Move Your Body
Cet article concerne la chanson du groupe Eiffel 65. Pour la chanson des Nina Sky, voir Move Ya Body.
Singles de Eiffel 65
Too Much of Heaven
(1999) My Console
(1999)
Move Your Body est une chanson du groupe d'eurodance italien Eiffel 65 sortie en single en novembre 1999.
Troisième extrait de l'album Europop après Blue (Da Ba Dee) et Too Much of Heaven, le titre connaît un succès international proche du premier extrait. Il se classe notamment en tête des ventes en France et en Autriche.

## Liste des titres
Suivant les supports et les pays, le titre est décliné en divers remixes.
| CD maxi 1 - Allemagne 1. Move Your Body (D.J. Gabry Ponte original radio edit) — 4:30 2. Move Your Body (D.J. Gabry Ponte original club mix) — 5:54 3. Move Your Body (D.J. Gregory Kolla & Alex X Funk Claywork mix) — 6:20 4. Move Your Body (D.J. Gabry Ponte speed cut) — 5:32 CD maxi 2 - Allemagne 1. Move Your Body (D.J. Gabry Ponte original video edit) — 3:30 2. Move Your Body (D.J. Gabry Ponte speed radio cut) — 3:31 3. Move Your Body (D.J. Gabry Ponte original club mix) — 5:54 4. Move Your Body (Roby Molinaro forge edit) — 7:03 5. Blue (Da Ba Dee) (Molinaro parade German cut) — 2:47 CD maxi - Royaume-Uni 1. Move Your Body (D.J. Gabry Ponte edit) — 3:29 2. Move Your Body (D.J. Gabry Ponte original club mix) — 5:55 3. Move Your Body (album sampler megamix) — 6:07 | CD single 1. Move Your Body (D.J. Gabry Ponte original video edit) — 3:30 2. Move Your Body (D.J. Gabry Ponte original club mix) — 5:54 Maxi 45 tours - Espagne 1. Move Your Body (D.J. Gabry Ponte original club mix) — 5:45 2. Move Your Body (D.J. Gabry Ponte speed cut) — 5:31 3. Move Your Body (Roby Molinaro forge edit) — 7:03 Maxi 45 tours - Royaume-Uni 1. Move Your Body (D.J. Gabry Ponte original club mix) — 5:55 2. Move Your Body (D.J. Gregory Kolla & Alex X Funk Claywork mix) — 6:25 3. Move Your Body (Roby Molinaro forge edit) — 7:03 4. Move Your Body (casino machine Paris dub) — 7:01 |

## Classements et certifications
| Classement (1999-2000)                  | Meilleure place |
| --------------------------------------- | --------------- |
| Allemagne (GfK Entertainment)           | 4               |
| Australie (ARIA)                        | 4               |
| Autriche (Ö3 Austria Top 40)            | 1               |
| Belgique (Flandre Ultratop 50 Singles)  | 15              |
| Belgique (Wallonie Ultratop 50 Singles) | 4               |
| Canada (RPM 100 Singles)                | 7               |
| Espagne (PROMUSICAE)                    | 3               |
| Finlande (Suomen virallinen lista)      | 10              |
| France (SNEP)                           | 1               |
| Italie (FIMI)                           | 5               |
| Norvège (VG-lista)                      | 20              |
| Nouvelle-Zélande (RMNZ)                 | 6               |
| Pays-Bas (Single Top 100)               | 19              |
| Royaume-Uni (UK Singles Chart)          | 3               |
| Suède (Sverigetopplistan)               | 8               |
| Suisse (Schweizer Hitparade)            | 2               |

| Pays                    | Certification | Unités certifiées |
| ----------------------- | ------------- | ----------------- |
| Allemagne (BVMI)        | Or            | 250 000           |
| Australie (ARIA)        | Platine       | 70 000            |
| Autriche (IFPI)         | Or            | 25 000            |
| Belgique (BEA)          | Or            | 25 000            |
| France (SNEP)           | Platine       | 500 000           |
| Nouvelle-Zélande (RMNZ) | Or            | 5 000             |
| Royaume-Uni (BPI)       | Argent        | 200 000           |
| Suisse (IFPI)           | Or            | 25 000            |